# マハゼ
マハゼ（真鯊、真沙魚、学名：Acanthogobius flavimanus） は、スズキ目ハゼ科に分類されるハゼの一種。東アジアの内湾や汽水域に生息するハゼで、日本では食用や釣りの対象魚として人気がある。
日本における地方名は、カジカ（宮城県）、カワギス、グズ（北陸地方）、デキハゼ（関東地方・若魚）、フユハゼ（浜名湖）、カマゴツ（鳥取県）、ゴズ（島根県）、クソハゼ（大村湾）など数多い。

## 特徴
全長は15cmほどだが、30cmほどに達する個体もいる。体は細長い円筒形で、ハゼとしてはスマートな体型をしている。吻は前方に丸く突き出ていて、上顎がわずかに下顎より前に出る。背中側は灰褐色で、体側には黒い斑点が並び縞状となる。腹側は白く、鈍い光沢がある。背鰭と尾鰭には軟条に沿って黒い点が点線状に並ぶが、尾鰭の下方は斑点がなく灰色がかっている。若魚は第一背鰭の後半部に黒い斑点があるが、成長するにつれ目立たなくなる。
西日本や中国ではウロハゼ Glossogobius olivaceus と同所的に見られるが、ウロハゼはマハゼより太く短い体形をしていること、下顎が前に出ること、鱗が大きいこと、腹面が灰色を帯びることなどで区別できる。

### 分布
日本では北海道から種子島まで分布し、アジア大陸でも沿海地方、朝鮮半島、中国まで分布する。さらに北米大陸カリフォルニア州やオーストラリア大陸にも分布するが、これは自然分布ではなく、船舶のバラスト水などによって運搬され定着したものと考えられる。
波の穏やかな内湾や汽水域の砂泥底に生息するが、若魚はごく浅い海岸や川の純淡水域にも進入する。水質汚染にも強く、都市部の港湾にも多く生息して親しまれている。
砂泥底に腹をつけて生活する底生魚で、胸鰭を羽ばたかせてサッと泳ぐ。食性は肉食性が強く、多毛類、甲殻類、貝類、小魚などを貪欲に捕食するが、藻類やデトリタスを食べることもある。一方、天敵はサギやマゴチ、スズキなどである。

## 生活史
マハゼの生活史として、産卵期は1月から5月にかけてで、南の地方ほど早い。オスは砂泥底にY字型の穴を掘り、メスを呼び込んで穴の壁に産卵させる。産卵・放精が終わった後もオスは巣に残り、孵化するまで卵を守る。
孵化した稚魚は遊泳生活をし、プランクトンを捕食しながら成長するが、全長2cmほどで底生生活に移る。夏には全長5cm-10cmほどの若い個体が海岸のごく浅い所や淡水域にも現れる。これらの若魚は小動物を捕食しながら急速に成長し、冬になると次第に沿岸の深場へ移動する。春になると再び浅場にやってきて産卵するが、産卵後はオス・メスとも死んでしまう。寿命は1年だが、2年で成熟・産卵する個体もいる。

## 利用

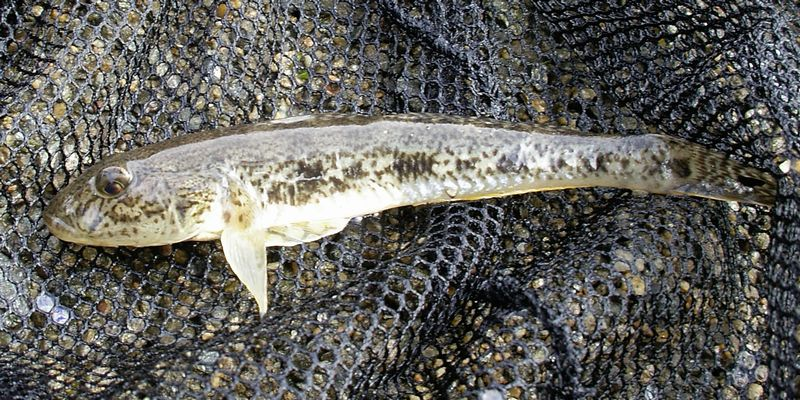
釣り上げられたマハゼ

マハゼは都市部の沿岸や河川にも多く生息している身近な魚である。漁業の対象であり、味がよいことから遊釣の対象としても人気が高い。鮮魚が市場に流通することは少ないが、マハゼを利用した料理は各地の食文化に組み込まれている。
ほぼ年中漁獲されるが、旬は秋から冬にかけてとされる。美味な白身魚で、天ぷら、唐揚げ、刺身、吸い物の椀種、煮付け、甘露煮など様々な料理で食べられる。宮城県仙台市など一部の地方では、ハゼの焼き干し（焼きハゼ）は伝統的な雑煮の出汁として使われるが、高価であり、他で代用する家庭が多い。

## 同属種
マハゼ属 Acanthogobius は、東アジアから計7種が知られ、うち4種が日本に分布する。
ハゼクチ A. hasta Temminck et Schlegel,1845
全長は50cmを超え、日本に分布するハゼ類の中では最大種である。マハゼに似るが尾鰭に斑点がない。中国、朝鮮半島のほか日本では有明海と八代海だけに分布する。
アシシロハゼ A. lactipes Hilgendorf,1879
全長10cmほど。マハゼに似るが鱗が大きいこと、体側に白の横しま模様があることなどで区別できる。また、オスは第1背鰭の軟条が糸状に伸びる。分布域・生息域はマハゼと同様だが、汽水域に多い。漁獲され佃煮などに利用される。
ミナミアシシロハゼ A. insularis Shibukawa et Taki,1996
奄美大島以南の南西諸島に分布しており、アシシロハゼとは分布が重ならない。また、オスの第1背鰭軟条は糸状に伸びない。日本の環境省が作成した汽水・淡水魚類レッドリストでは、2000年版から絶滅危惧II類（VU）に指定されている。